# Syrrhoites pusilla
Syrrhoites pusilla is een vlokreeftensoort uit de familie van de Synopiidae. De wetenschappelijke naam van de soort is voor het eerst geldig gepubliceerd in 1949 door Enequist.